# Bairiki
Bairiki is een dorp en eiland binnen Tarawa, het belangrijkste atol van eilandstaat Kiribati. In Bairiki bevinden zich een aantal overheidsgebouwen zoals het presidentieel paleis en de meeste ministeries. Het wordt daarom beschouwd als de hoofdstad van Kiribati.
In het dorp is er een kleine haven (de belangrijkste haven voor Tarawa bevindt zich op Betio) en in de buurt van Bairik heeft de University of the South Pacific een campus.